# The Curse of Monkey Island
Pour les articles homonymes, voir Skull Island et Mi-3.
The Curse of Monkey Island (La Malédiction de l'Île aux Singes) est un jeu d'aventure graphique de type pointer-et-cliquer développé et publié par LucasArts le 31 octobre 1997 en Amérique du Nord et le 20 février 1998 en Europe. C’est le troisième volet de la série Monkey Island et fait suite à The Secret of Monkey Island et à Monkey Island 2: LeChuck's Revenge publiés respectivement en 1990 et 1991. Le jeu se déroule dans une version imaginaire des Caraïbes pendant la grande époque de la piraterie. Le joueur incarne le personnage de Guybrush Threepwood et doit explorer les îles imaginaires du jeu et résoudre des puzzles pour avancer. Le jeu a été conçu par Jonathan Ackley et Larry Ahern. Comme les premiers épisodes de la série, il est basé sur le moteur SCUMM et bénéficie des améliorations apportés à celui-ci lors du développement de Full Throttle. Il utilise également le système audio iMUSE permettant de synchroniser la musique avec les évènements du jeu. À sa sortie, il est très bien accueilli par les critiques qui mettent en avant son humour, ses effets sonores et son système de jeu.

## Trame
Après la fin surréaliste de Monkey Island 2: LeChuck's Revenge, Guybrush Threepwood se retrouve inexplicablement en train de naviguer à bord d’une auto tamponneuse. Alors qu’il cherche à se souvenir des évènements l’ayant amené dans cette situation, il dérive jusqu’à l’île de Plunder. Il retrouve alors Elaine Marley, le gouverneur de l’île, ainsi que le pirate zombie LeChuck qui tente de s’en emparer. Après un court échange lors duquel LeChuck est à nouveau éconduit par Elaine, Guybrush est à nouveau capturé par LeChuck. En tentant de s’enfuir, il découvre une bague de diamant avant de malencontreusement faire couler le bateau de son ennemi. Il retrouve alors Elaine qu’il demande en mariage avant de lui offrir la bague qu’il vient de trouver. Le bijou se révèle malheureusement maudit et Elaine est transformée en une statue d’or qui est rapidement volée par des pirates.
Afin d’annuler la malédiction, Guybrush contacte Lady Vaudou qui lui conseille de se rendre sur l'île du Sang afin de trouver une bague de diamant non maudite permettant de dissiper le sort.  Pour cela, il doit d’abord réunir un équipage, trouver un bateau, récupérer la statue d’Elaine et trouver une carte indiquant la position de l’île du Sang. Après diverses épreuves, Guybrush récupère la carte, un bateau et la statue de sa fiancée avant prendre la mer avec son nouvel équipage. Au cours du voyage, le capitaine Rottingham aborde le navire en profitant d’un moment d’inattention de l’équipage et défie Guybrush dans un duel d'insultes au sabre. Rottingham l’emporte facilement et récupère ainsi la carte indiquant la position de l’île du Sang. Guybrush parcourt alors les mers pour apprendre de nouvelles insultes puis retourne défier Rottingham. Il récupère alors la carte mais à la suite d'une terrible tempête, son navire s’écrase sur l’île du Sang, propulsant la statue dans les terres et poussant son équipage à se mutiner. Sur l’île, il parvient à gagner la bague de diamant qu’il recherche en pariant avec des contrebandiers puis ramène Elaine à son état normal. Les deux amoureux ne profitent malheureusement pas longtemps de cette situation, LeChuck ne tardant pas à se manifester. Après une longue conversation avec LeChuck, Guybrush est à nouveau transformé en enfant et renvoyé dans le parc d’attraction Big Whoop. En utilisant un remède contre la gueule de bois qu’il a découvert sur l’île du Sang, il redevient adulte et monte à bord des montagnes russes de la mort pour affronter LeChuck. Guybrush parvient finalement à réunir les objets nécessaires à la fabrication d’un tonneau explosif  qu’il déclenche en projetant du poivre sur LeChuck. Les éternuements de celui-ci déclenchent une avalanche qui ne tarde pas à l’ensevelir sous son propre parc.

## Lieux

### Plunder Island
Plunder Island (l'île du Pillage ou encore l'île des Pirates) est située non loin de l'île aux singes. La principale attraction de l'île reste ses poulets qui vivent paisiblement en liberté et qui sont la base de nombre de spécialités culinaires de l'île. Sous contrôle du gouverneur Elaine Marley, l'île subira les assauts du pirate LeChuck qui détruira ainsi en grande partie le fort de l'île qui servait de protection avant que son navire n'explose dans des circonstances mystérieuses.
L'île abrite de nombreux reliefs : des marais (où réside Lady Vaudou), des plages fortement exposées au soleil (qui font la fierté du Brimstone Beach Club, club privé très élitiste), une crique (la Crique de Danjer repaire du Concombre des Mers, le navire du Capitaine LeChimp', de son second Fossey et de son équipage de chimpanzés), une forêt dense (où les fleurs d'Ipéca règnent en maîtres avec les serpents géants anthropophages) et une plus claire (composée surtout d'arbre à caoutchouc ou Hévéa) et des sables mouvants (où l'on peut trouver des plantes piquantes qui répondent au nom de papapishu [un nom indien pour "ouille"]).
L'île était jadis habitée par des indigènes, mais aucune trace ne put remonter l'épreuve du temps. Les colons qui les succédèrent eurent plus de succès, la ville de Plunder étant le signe le plus manifeste de cette victoire. La cité se targue notamment d'une scène de théâtre, d'un restaurant et d'un salon de barbiers-coiffeurs-pirates (ou artistes capillaires comme ils se nomment). Signalons enfin la présence tenace du mythe du "diable poulet" (el pollo diablo), un esprit maléfique qui viendrait délivrer les poulets en attente d'être cuisinés en pleine nuit.

### L'île du Sang
L'île du sang est une petite île enveloppée dans l'obscurité à proximité de Skull Island. Celle-ci est peu connue mais elle fut autrefois célèbre pour ses attractions et ses spectacles. La famille Bonnesoupe l'administre depuis des générations et s'est spécialisée dans la gestion-hôtelière. Elle possédait le meilleur hôtel de toutes les Caraïbes avec deux chambres à louer. Malheureusement, un accident récent à la suite d'une représentation théâtrale mit les affaires de l'île à mal. La principale caractéristique de l'île reste son haut volcan, le mont Acidophilus, volcan capricieux allergique au lactose. Les cannibales de Monkey Island, chassés de celle-ci le verront comme un dieu et veilleront à lui donner une alimentation riche en fibre pour éviter les éruptions. C'est également sur cette île que Stan montera son affaire de contrats d'assurance-vie et que, comme la prédiction de Lady Vaudou l'indiquait, Guybrush trouvera la mort.
Son exploration constitue la majeure partie de l'acte IV du jeu.

### Skull Island
On pouvait aussi jadis y trouver un passeur nommé "Flying Welshman" (en allusion à la légende du Hollandais volant) faisant la navette entre l'île et l'île du crâne (Skull Island) dont la forme évoque... un lapin ou un canard, selon le point de vue (cela reste terrifiant) qui est le repère de terribles contrebandiers. Un phare aidait le passeur à faire ce trajet très dangereux, mais il se perdit un soir où le phare cessa étrangement de fonctionner... le-dit passeur était par ailleurs un habitué de l'île de Scabb et des fameuses côtelettes de porc de Rapp Scallion. 
Guybrush Threepwood a besoin d'aller sur Skull Island pour obtenir un diamant. Ce dernier lui permettra de libérer Elaine de la malédiction infligée par la bague maudite de LeChuck. Pour pouvoir aller sur Skull Island, il doit réparer le phare et fabriquer un compas pour Welshman (le passeur).
Beaucoup de personnages disent que Skull Island a la forme d'un crâne. Quand l'île est finalement montrée, elle ressemble plus à un canard qu'à un crâne. C'est un Guybrush étonné qui s'exclame « ils auraient dû l'appeler l'île de canard. ». Le passeur (qui est persuadé qu'elle ressemble à un crâne) répond, « Si vous tournez votre tête et que vous louchez, c'est bon... », ensuite Guybrush insiste, « si vous tournez votre tête et que vous louchez elle ressemble à un lapin, » en faisant une référence à une illusion optique bien connue.
Skull Island est la plus petite île de la série des Monkey Island (le joueur peut interagir avec quelques éléments sur l'île, mais elle est constituée de seulement 4 vues de perspective).

## Système de jeu
The Curse of Monkey Island est un jeu d'aventure en 2D se jouant en vue à la troisième personne. Via une interface en pointer-et-cliquer, le joueur dirige Guybrush Threepwood et doit résoudre des puzzles pour avancer dans le jeu. Comme dans Full Throttle, le joueur peut interagir avec son environnement en utilisant différentes commandes accessible via trois icones – représentant une main, un crâne et un perroquet – correspondants chacun à certains types d’action. La main permet par exemple de ramasser un objet ou d’activer un mécanisme alors que le crâne peut être utilisé pour regarder ou examiner quelque chose.

## Développement

### Conception
Ron Gilbert, créateur de la série Monkey Island, quitte Lucasfilm Games en 1992. Lorsque le studio décide de créer une suite à Monkey Island 2, le développement est donc confié à  Jonathan Ackley et Larry Ahern qui avaient précédemment travaillé sur Full Throttle. Bien que la fin de Monkey Island 2 soit relativement abstraite, les deux concepteurs choisissent de ne pas l’ignorer et se retrouvent donc dans une situation compliquée. Ils décident donc qu’au début de la nouvelle aventure, Guybrush ne se souvient pas de ce qui s’est passé et qu’il pense avoir été victime d’une malédiction.  Alors qu’ils commencent à travailler sur les puzzles du jeu, Jonathan et Larry se rendent compte qu’ils souhaitent inclure dans le jeu plus d’éléments liés à la piraterie. Ils décident par exemple de renforcer le côté « film de cape et d'épée » du jeu et de permettre au joueur de tirer au canon sur d’autres navires, notant que certaines choses n’avaient pas pu être incluses dans les premiers épisodes à cause de limitations liées à la technologie disponible à l’époque. Ils décident également de conserver le côté non linéaire des précédents épisodes afin de donner la possibilité au joueur de se focaliser sur d’autres puzzles lorsqu’il est bloqué.

### Version française
- Paolo Domingo double Guybrush dans la version française. Il avait aussi doublé le héros-titre du film d'animation Disney Aladdin. Certains emballages du jeu en VF ont mis en avant la participation de Domingo.
- Une scène du jeu original où Guybrush chante avec les barbiers pirates a été supprimée de la version française car la traduction était impossible: Guybrush somme à son équipage de se mettre au travail, ceux-ci répondent en chantant en rimant sur ce qu'il dit, puis Guybrush parle d'"orange", ce qui laisse les pirates sans voix car il n'existe presque pas de mots en anglais qui puisse rimer avec « orange ». Cependant, grâce à l'émulateur SCUMMVM, il est possible d'accéder à cette scène (où l'on voit d'ailleurs quelques lignes du dialogue traduites).
- Une erreur de traduction se trouve dans la version française ; il est dit que la carte de Stan est « laminée »; elle est en réalité « plastifiée » (laminated en anglais). À cause de la traduction également et contrairement à ce que dit Rotthingham, les réponses ne riment pas nécessairement avec les insultes prononcées lors des combats d'insultes.

## Accueil
| The Curse of Monkey Island |      |       |
| Média                      | Nat. | Notes |
| Adventure Classic Gaming   | US   | 5/5   |
| Computer Gaming World      | GB   | 5/5   |
| GameSpot                   | US   | 90 %  |
| Gen4                       | FR   | 5/5   |
| Rétrospective              |      |       |
| Adventure Gamers           | US   | 3,5/5 |
| AllGame                    | US   | 4/5   |
| Jeuxvideo.com              | US   | 80 %  |

Ce volet est considéré par certains fans comme le plus techniquement réussi de la saga des Monkey Island. L'humour y est toujours présent (le fait d'avoir terminé les précédents épisodes est d'ailleurs un plus pour en saisir toute l'essence) et le jeu est techniquement une réussite. La bande-son ne se résume plus à des pistes MIDI, mais elle laisse place à de vrais enregistrements studio. Les décors de Bill Tiller apportent quant à eux une dimension différente, plus « dessin animé », à l'univers d'origine de Monkey Island.
D'autres fans, par contre, ont trouvé l'humour moins réussi et les énigmes moins intéressantes que dans les deux volets précédents. Le départ de Ron Gilbert, le créateur de la série, est le plus souvent cité comme raison principale de cette déception. Le changement d'interface n'a pas non plus fait l'unanimité.